# Gramado
Gramado, amtlich portugiesisch Município de Gramado, ist eine Gemeinde in Rio Grande do Sul im Süden Brasiliens. Die Stadtgemeinde hat 31.655 Einwohner. Gramado liegt auf einer Höhe von 830 Metern in der Serra Gaúcha in dem amtlichen Touristengebiet Região das Hortênsias (Region der Hortensien). Das Gemeindegebiet grenzt an Canela (im Osten), Caxias do Sul (im Norden), Nova Petrópolis (im Westen), Santa Maria do Herval (im Südwesten) und Três Coroas (im Südosten). Gramado liegt 115 km nördlich der Bundesstaatshauptstadt Porto Alegre.

## Geschichte
Nach den ursprünglichen indigenen Bewohnern des Gebietes waren Viehtreiber (Tropeiros) azorianischen Ursprungs die ersten Eindringlinge in die hügelige und bewaldete Region um Gramado. Die ersten Siedler kamen ab 1875, ein Ort entstand erst 1913 durch deutsche und italienische Kolonisten. 1954 spaltete Gramado sich als eigene Gemeinde von Taquara ab.
Durch die ideale Lage nahe der Großstadt Porto Alegre wurde das kühle Gramado zu einem Ort für Sommerfrischler. Mittlerweile ist die Stadt weniger durch die Natur und die Landwirtschaft geprägt, sondern mehr durch den Tourismus mit Kongressen und auch das brasilianische Filmfestival von Gramado.

## Geografie
Gramado hat ein subtropisches durch die Höhenlage relativ kühles und feuchtes Klima. Im Sommer wird es durchschnittlich 28 Grad, im Winter 6 Grad. Es gibt gelegentlich Frost und Schnee. Die ursprüngliche Vegetation ist Araukarienwald und Mata Atlântica in den tieferen Lagen. In den umliegenden Tälern gibt es viele Wasserfälle.

## Wirtschaft
Ein großer Teil der wirtschaftlichen Aktivität ist direkt oder indirekt auf den Tourismus bezogen. Es gibt mehr als hundert Möbelfabriken, etwa zwanzig Schokoladenfabriken und viele Hersteller von Kunsthandwerk.
Viele deutsch- und italienischstämmige Einwanderer verarbeiten die Rohstoffe der Region zu Honig, Marmelade, Wein, Käse, Brot und Kuchen. Entsprechend viele Verkaufsläden gibt es in der Stadt.

## Kultur
Seit 1973 wird hier jährlich das Filmfestival von Gramado veranstaltet.

## Tourismus
Touristen kommen nach Gramado oft nicht wegen der Naturschönheiten und der Kultur der deutschen und italienischen Einwanderer, sondern wegen der zahlreichen Fortbildungen, Messen und Kongresse im Gramado Sierra Park, in der ExpoGramado und den zahlreichen Hotels. Das bedeutendste jährliche Ereignis ist seit 1973 das bedeutende Festival de Cinema Brasileiro e Latino, bei dem der Kikito  verliehen wird. Zur Weihnachtszeit wird Dekoration aus leeren PET-Flaschen hergestellt. Ein weiterer Publikumsmagnet in der Weihnachtszeit ist die Parade „Natal Luz“, in der hunderte Kostümierte durch die mit aufwendigen Lichtdekorationen geschmückten Paradestraßen ziehen.
Meistbesuchte Sehenswürdigkeiten sind der Aussichtspunkt in das Tal Vale do Quilombo, der Wasserfall Véu de Noiva, die künstlichen Seen Lago Negro und Lago Joaquina Bier, der Themenpark Mini Mundo mit einer Nachbildung vom Schloss Neuschwanstein, ein Weihnachtsmann-Dorf „Aldeia do Papai Noel“ – hier ist das ganze Jahr Weihnachten, die Kirche São Pedro, das Museu dos Festivais de Cinema und die Straßen und Plätze des Stadtzentrums.

## Verkehr
Der Ort liegt an der Rota Romântica, einer Straße, die von São Leopoldo über Gramado und Canela nach São Francisco de Paula führt.

## Städtepartnerschaften
- Puerto Varas,  Chile, seit 1991
- Maldonado,  Uruguay, seit 1994
- Angra do Heroísmo,  Portugal, seit 2004
- Óbidos,  Portugal, seit 2007
- Levico Terme,  Italien, seit 2011